# Anomalococcus indicus
Anomalococcus indicus är en insektsart som beskrevs av Ramakrishna Ayyar 1919. Anomalococcus indicus ingår i släktet Anomalococcus och familjen Lecanodiaspididae. Inga underarter finns listade i Catalogue of Life.